# Iglesia de San Jorge (Palos de la Frontera)
La iglesia parroquial de San Jorge Mártir es un templo católico localizado en el municipio español de Palos de la Frontera, en la provincia de Huelva, comunidad autónoma de Andalucía. Es un edificio histórico de comienzos del siglo XV de estilo gótico-mudéjar. Ante este templo se desarrollaron buena parte de los preparativos y negociaciones para la partida de la expedición que realizó el Descubrimiento de América.
Este edificio fue declarado Monumento Nacional en 1931. Forma parte del Conjunto Histórico-Artístico de los denominados Lugares Colombinos.

## Historia

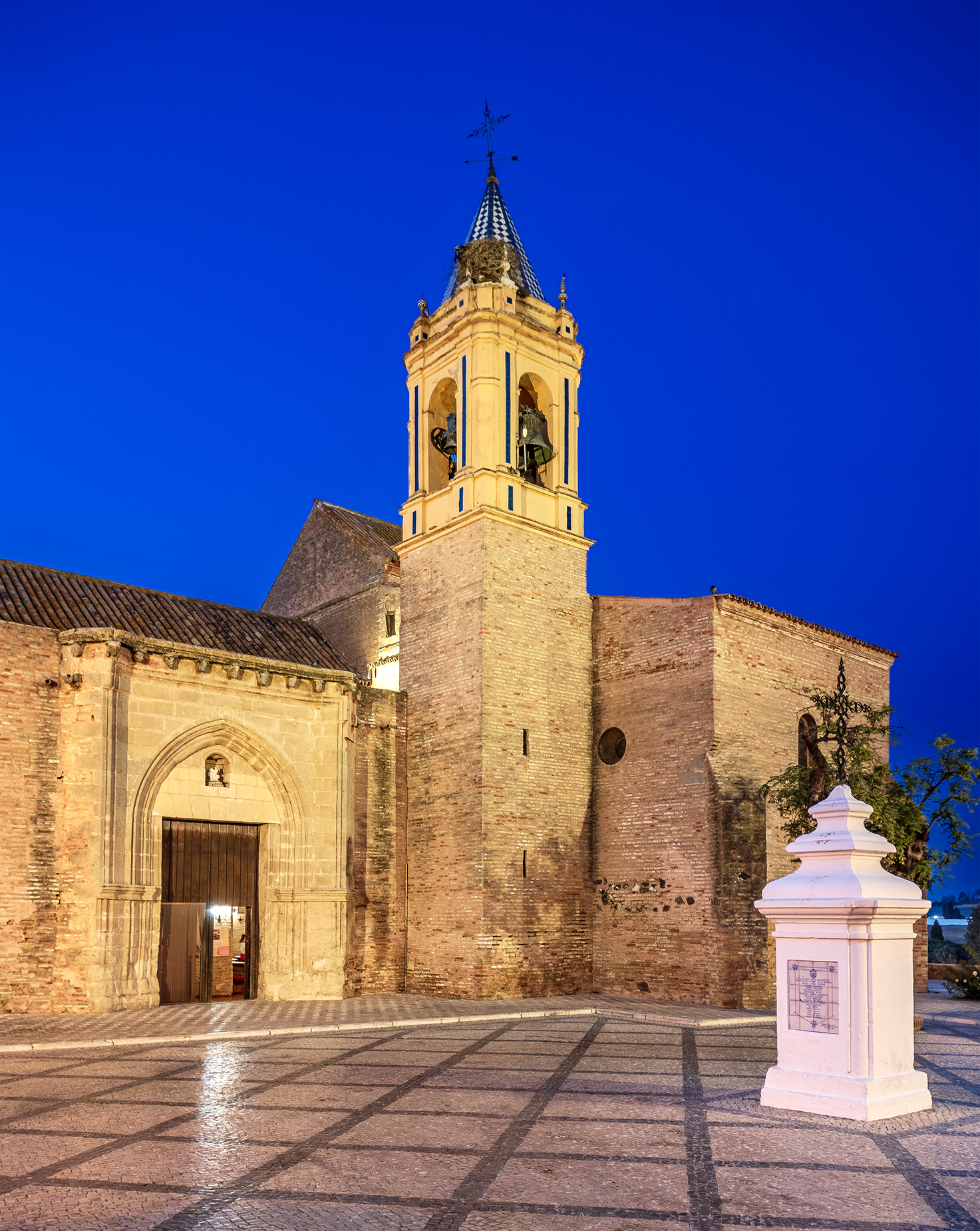
Iglesia San Jorge de noche

Plano de la Iglesia de San Jorge mártir

La advocación del templo a San Jorge Mártir podría ser por influencia inglesa, debido a las relaciones comerciales que los marinos de la localidad mantenían con diversos puertos europeos de la época, entre ellos los de Inglaterra. La Casa Real inglesa extendió la devoción a este santo a tanto a través de las relaciones comerciales de sus marinos, como de las cruzadas. Podría, también, ser debido a la influencia mediterránea, ya que este mártir es muy venerado tanto en Aragón y el levante español, como en Italia o Tierra Santa, y los marinos palermos también viajaban y comerciaban por esta zona.
El templo se construyó en una acrópolis en el flanco oriental del castillo, es una obra de estilo gótico-mudéjar cuyo núcleo principal, según algunos autores, pudo ser construido a finales del siglo XIV o, según otros, por orden de los condes de Miranda a mediados del siglo XV, aunque probablemente sobre una edificación anterior de, posiblemente, el citado siglo anterior. Dicho núcleo está constituido por un cuerpo de tres naves, mudéjares de arcos apuntados, pero diferenciado de su cabecera de estilo gótica. En esta parte gótica destaca su bóveda de crucería. El conjunto de la Iglesia no parece ser resultado de un proyecto, sino que es quizá una evolución fruto del azar, pues si bien conserva el cuerpo de un templo antiguo, su cabecera parece el inicio de lo que hubiera sido un destacado templo gótico tardío, que sustituiría al mudéjar anterior, si no se hubieran parado las obras a comienzos del siglo XVI debido a la emigración local tras el descubrimiento de América, principalmente a tierras americanas, lo cual propició un descenso muy notable de la población y con ello la pérdida de la mano de obra y la economía local, quedando el templo sin terminar y con la actual mezcla de estilos gótico-mudéjar.
Este edificio ha sufrido diversos daños provocados tanto por motivos atmosféricos, seísmos y, sobre todo, por el abandono provocado por la crisis demográfica de la localidad, descrita anteriormente, por lo que ha requerido de diversas actuaciones, especialmente durante todo el siglo XVIII en que en los informes detallan las continuas deficiencias del templo. En el IV Centenario del Descubrimiento se realizaron algunas obras que trataron de mejorar el templo pero, en 1928, se llegó a sugerir su derribo y sustituirlo por una gran capilla en el centro de la localidad. Esta idea, finalmente, se desechó y, gracias a la declaración como Monumento Nacional, posteriormente se llevó a cabo su total restauración que finalizó en 1973.

## Descripción y obras de arte

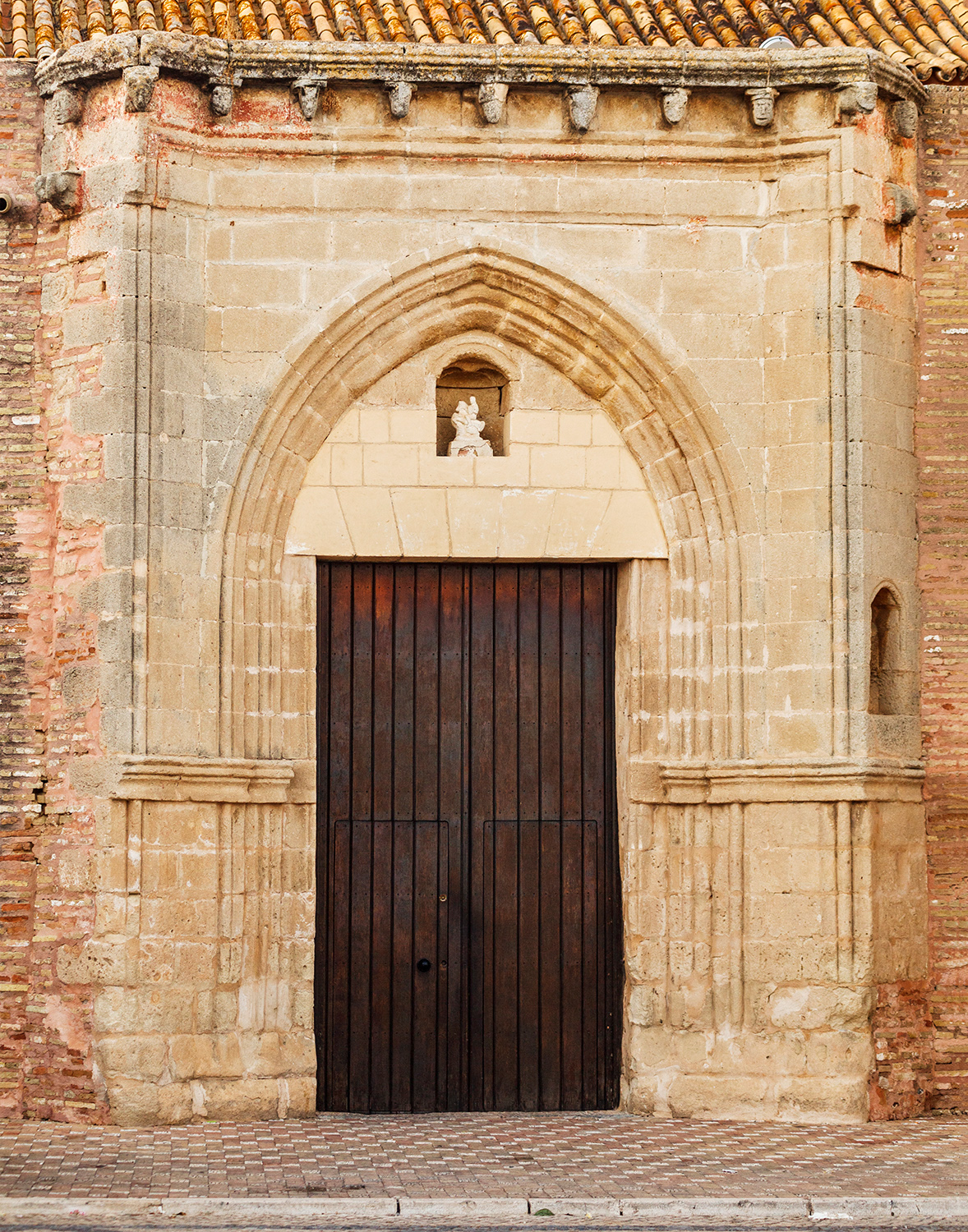
Puerta de América (o del Mediodía)

### Exterior

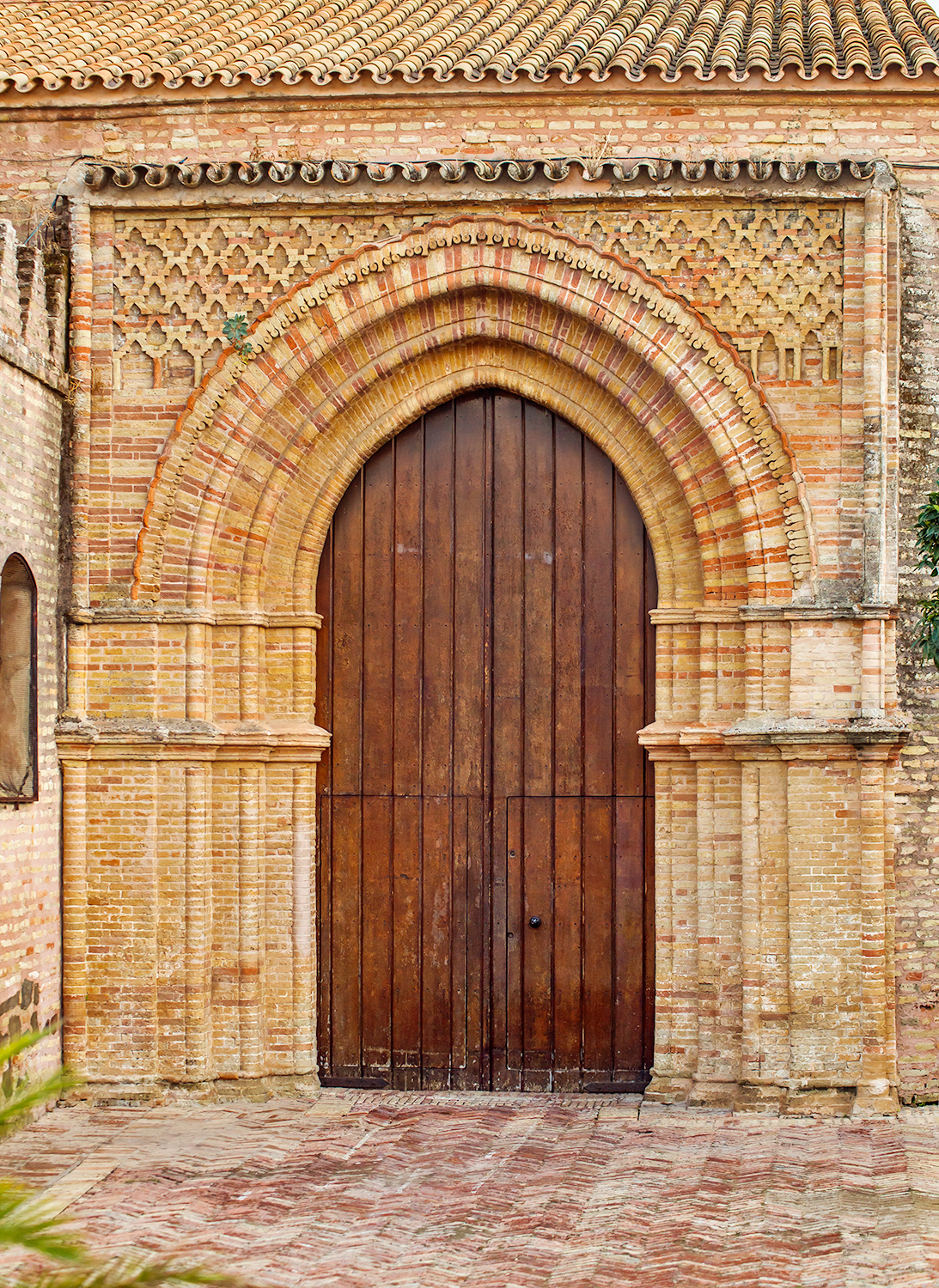
Puerta de los Novios

Destaca el edificio por su sobriedad y presenta perfiles militares, o de iglesia fortificada, debido a la solidez de sus muros. Consta de dos grandes portadas, la del Mediodía, o «Puerta de América» y la «Puerta de los Novios». La edificación está orientada hacía levante, con cuerpo de tres naves rectangulares y crucero con capillas cuadrangulares en los extremos de sus brazos; en el lado sur del edificio se encuentra situada su torre de dos claros estilos, mudéjar y barroco.

#### Puerta de América

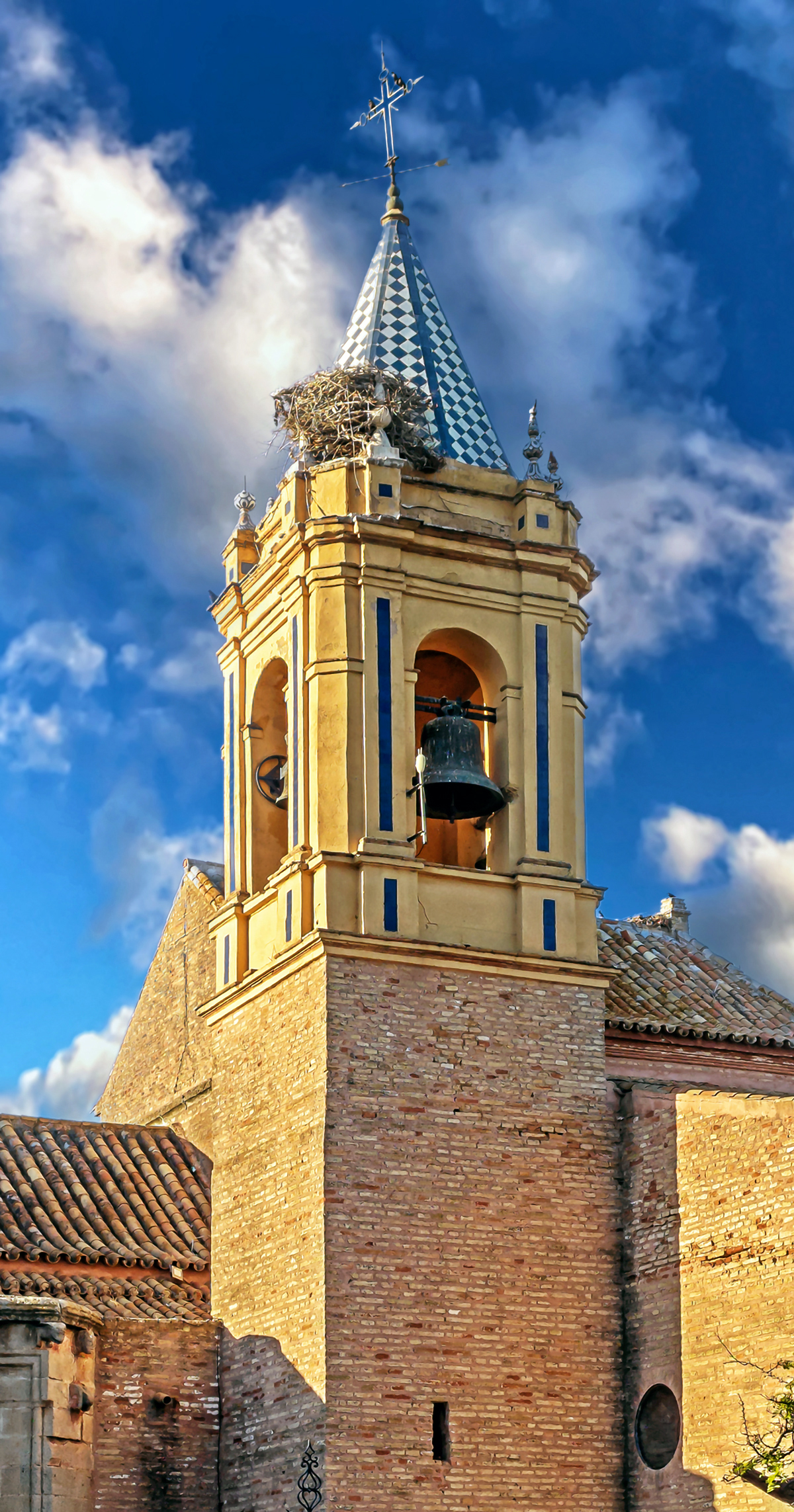
Torre del campanario de la parroquia

El templo consta de dos grandes portadas, la puerta principal, llamada también «Puerta de América», es toda de piedra y está enmarcada por dos estribos. De cierto aire románico, es obra gótica de comienzos del siglo XV. En la plaza, frente a esta portada, fue el lugar donde, en mayo de 1492, reunido el cabildo y los vecinos, se dio lectura a la Real Pragmática que ordenaba, a ciertos vecinos de Palos de la Frontera, la entrega de dos carabelas a Cristóbal Colón y solicitaba el reclutamiento de los marinos palermos.

#### Puerta de los Novios
La puerta del lado septentrional, conocida como «Puerta de los Novios», corresponde al estilo mudéjar, también del siglo XV, pero de fecha posterior que la principal. Es un trabajo almohade de ladrillo a dos colores, rojo y amarillo y destacadas labores de sebka. Es una de las zonas más bellas de la parroquia. Se denomina “de los novios” por la costumbre de entrar las parejas que se van a casar por ella siendo aún novios, y saliendo por la principal una vez contraído matrimonio. Es por esta puerta por donde salieron los marinos, encabezados por los Pinzón y Cristóbal Colón, una vez que rezaron y recibieron los sacramentos, para embarcarse en la madrugada del 3 de agosto de 1492 rumbo al viaje descubridor, ya que desde esta puerta se accedía directamente a la bajada que daba al Canal de Palos donde estaba situado el puerto. Junto a esta puerta se encuentra un azulejo conmemorativo con los nombres de diversos evangelizadores de Palos de la Frontera que realizaron su misión en el Nuevo Mundo, entre los que destacan fray Juan de Palos, uno de los doce apóstoles de México, o fray Juan Izquierdo que llegaría ser obispo del Yucatán.

#### Torre del Campanario
La torre del campanario presenta dos estilos y cronología claramente marcados. Por una parte la primitiva factura mudéjar de la caña del siglo XV, en la cual existen dos aspilleras en su parte sur. Contrasta con el remate piramidal del conjunto, chapitel vestido de cerámica en ajedrez de colores azul y blanco, manifiestamente barroco de la segunda mitad del XVIII, como muchos de los campanarios de la diócesis onubense debido, sobre todo, al famoso terremoto de Lisboa. Al igual que la parte del coro y la bóveda de una de las capillas, estas se construyeron para reparar los desperfectos ocasionados por el citado seísmo de 1755, por el maestro de obras del arzobispado hispalense Fernando Rosales.

### Interior
La iglesia consta de tres naves mudéjares y una cabecera gótica. En la nave central destaca el techo neomudéjar realizado por un carpintero local en el siglo XIX. En las naves laterales existen tres capillas; la de San Jorge, la de San Getulio y Cereal y la capilla del Sagrario. Entrando por la puerta de los novios, en la nave del Evangelio, cuelga en el muro un cuadro de Cristo abrazado a la cruz, datable hacia 1620.

#### Capilla de San Jorge

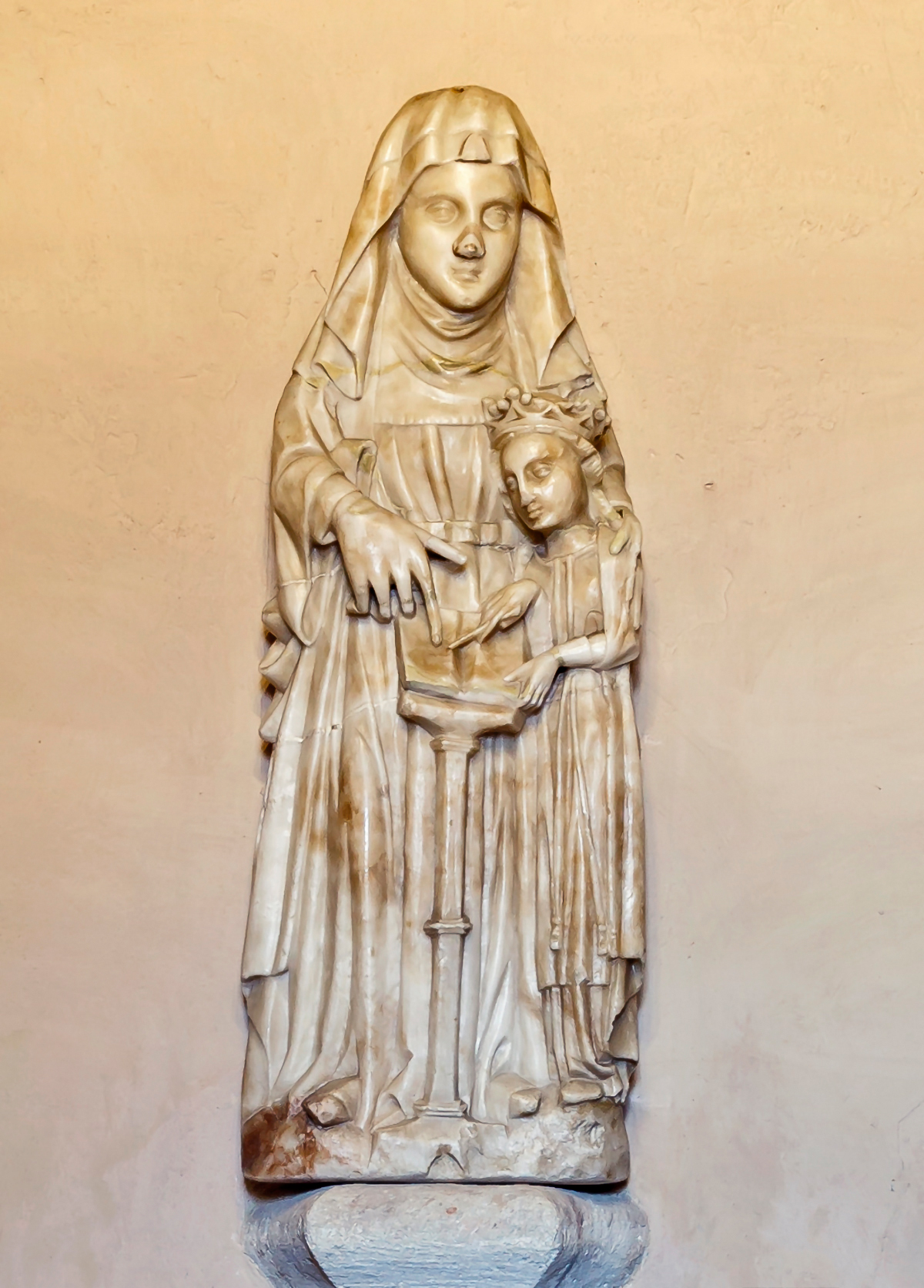
Santa Ana maestra. Escultura de alabastro, en la Capilla de San Jorge

A continuación, se adosa una qubba funeraria, también mudéjar. Tiene planta rectangular y bóveda ochavada sobre trompas. La leyenda de la imposta, textualmente dice así: 

“EN EL NOMBRE DE LA SANTA [Trinidad] ESTA CAPILLA […] PARA SUS ENTERRAMIENTOS [Y] DE LOS QUE DE ELLOS PROCEDIEREN EN EL AÑO DE MIL QUINIENTOS […]”.

En el centro del pavimento hay una lauda sepulcral de mármol blanco, que procede de la capilla contigua, con esta inscripción: 

“AQUÍ YACE SEPULTADO CHRISTOVAL JURADO PRIETO, COMISARIO DEL SANTO OFICIO. AÑO 1605”.

 Dicho licenciado fundó en este templo una capellanía en 1590 por orden de su hermano, Juan Jurado, residente en las Indias. Esta capilla está dedicada a San Jorge Mártir y en ella se encuentra la imagen del patrón, tallada por José Luis Rosado en el año 2001. En la hornacina del paramento lateral derecho se expone una efigie de Santa Ana Maestra. Este relieve de alabastro sin policromar de 84 cm, es una obra anónima de estilo gótico primitivo de, aproximadamente, el siglo XIV o XV. Debajo de este relieve medieval hay un grupo escultórico representando el nacimiento de Jesús, en barro cocido y policromado, que representa a José y a María adorando al pequeño Jesús. El misterio, al que le falta la figurita infantil original, se cataloga como obra del círculo de Cristóbal Ramos hacia 1800. Fue donado a esta parroquia, en 1958, por fray Serafín Ruiz Castroviejo, padre guardián del convento de Santa María de la Rábida. Procede de la colección particular de Ignacio de Cepeda, vizconde de La Palma del Condado, quien lo regaló pocos años antes al entonces guardián del citado cenobio franciscano, fray Genaro Prieto.

#### Capilla de San Getulio y San Cereal

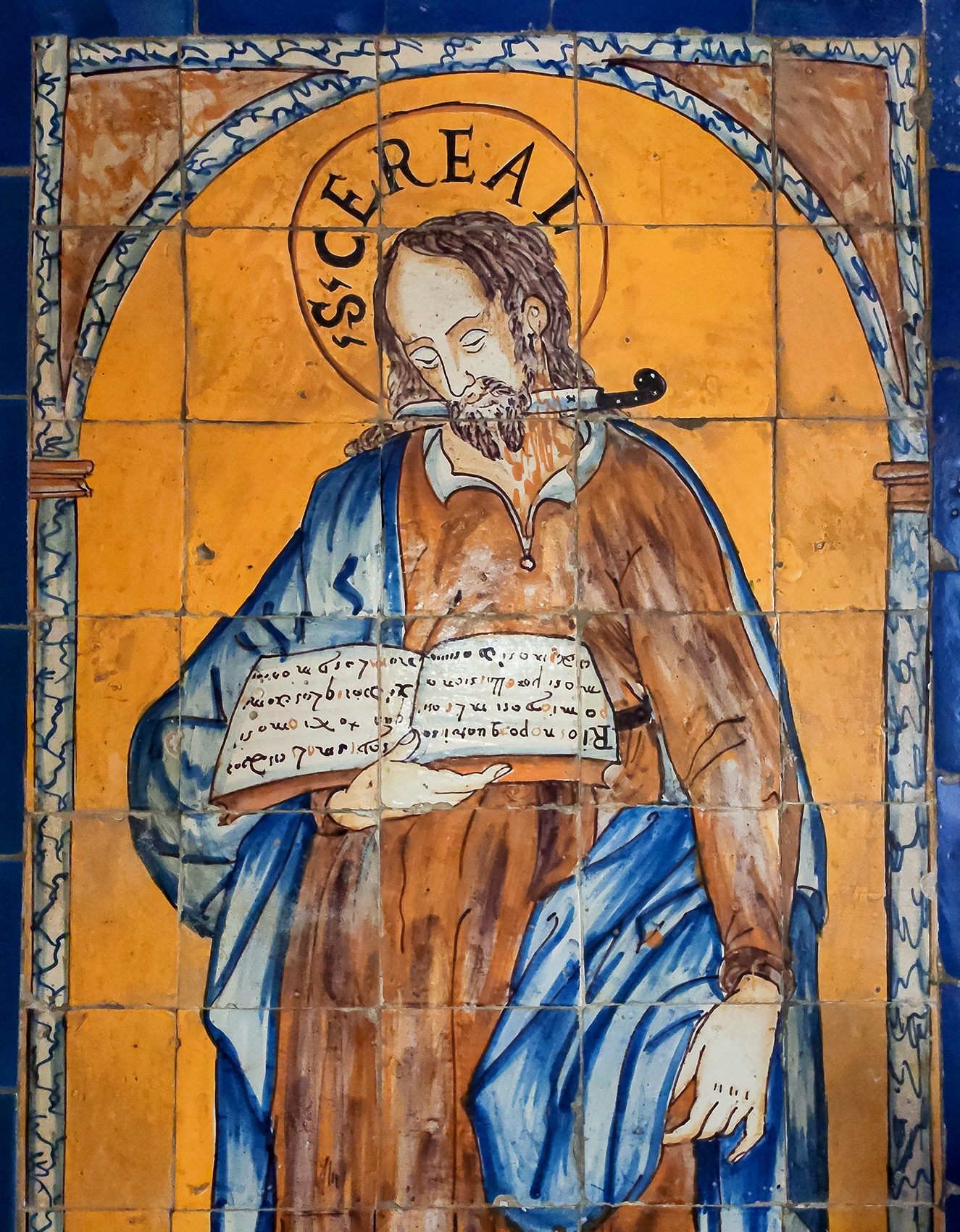
Detalle del azulejo de San Cereal, del

Seguidamente, la capilla de San Getulio y San Cereal abre directamente al crucero. Su planta cuadrangular se cubre con bóveda semiesférica sobre pechinas. Las dos pechinas frontales ostentan en sus vértices inferiores sendas esculturillas pétreas de ángeles músicos. La bóveda cuenta con yeserías protobarrocas que favorecen la acústica y despliegan una decoración geométrica de placa. Bajo el pavimento hay una cripta a la que se ingresa por un hueco, ya totalmente cerrado que, hasta 1973, estuvo sellado por la losa de mármol de Cristóbal Jurado Prieto de la anterior capilla, fechada en 1605. En su interior hay un retablo de azulejería con dos paños de azulejos polícromos del siglo XVII que efigian a los compañeros mártires San Cereal y San Getulio. Este retablo, antes de la restauración de la parroquia de 1973, estaba dividido en dos cuadros, decorando las jambas del arco que da ingreso a la capilla, San Cereal en la derecha y San Getulio en la izquierda. Ambos personajes, de pie, visten túnica talar y amplio manto. Portan sendos libros abiertos. En sus gargantas sangrantes conservan los cuchillos, como atributos de su degollación. Y se identifican con exactitud porque en sus respectivos halos de santidad se lee el nombre de cada uno. 
En esta capilla recibió culto la Virgen de los Milagros, durante sus repetidas y forzadas ausencias del convento de La Rábida, siendo desde el año 1891 –con motivo de la restauración del convento rabideño para la celebración del IV Centenario del Descubrimiento– su estancia más prolongada en el templo palermo, hasta los sucesos de la Guerra civil española. Es la patrona inmemorial de Palos de la Frontera, confirmado dicho patronazgo por Pablo VI el 12 de mayo de 1967. En ella, ante la referida efigie mariana, obra anónima, de alabastro del núcleo pirenaico franco-catalán del segundo tercio del siglo XIV, oyeron misa los aviadores del «Plus Ultra», en la mañana del 22 de enero de 1926, antes de emprender el histórico vuelo Palos de la Frontera-Buenos Aires a través del océano.

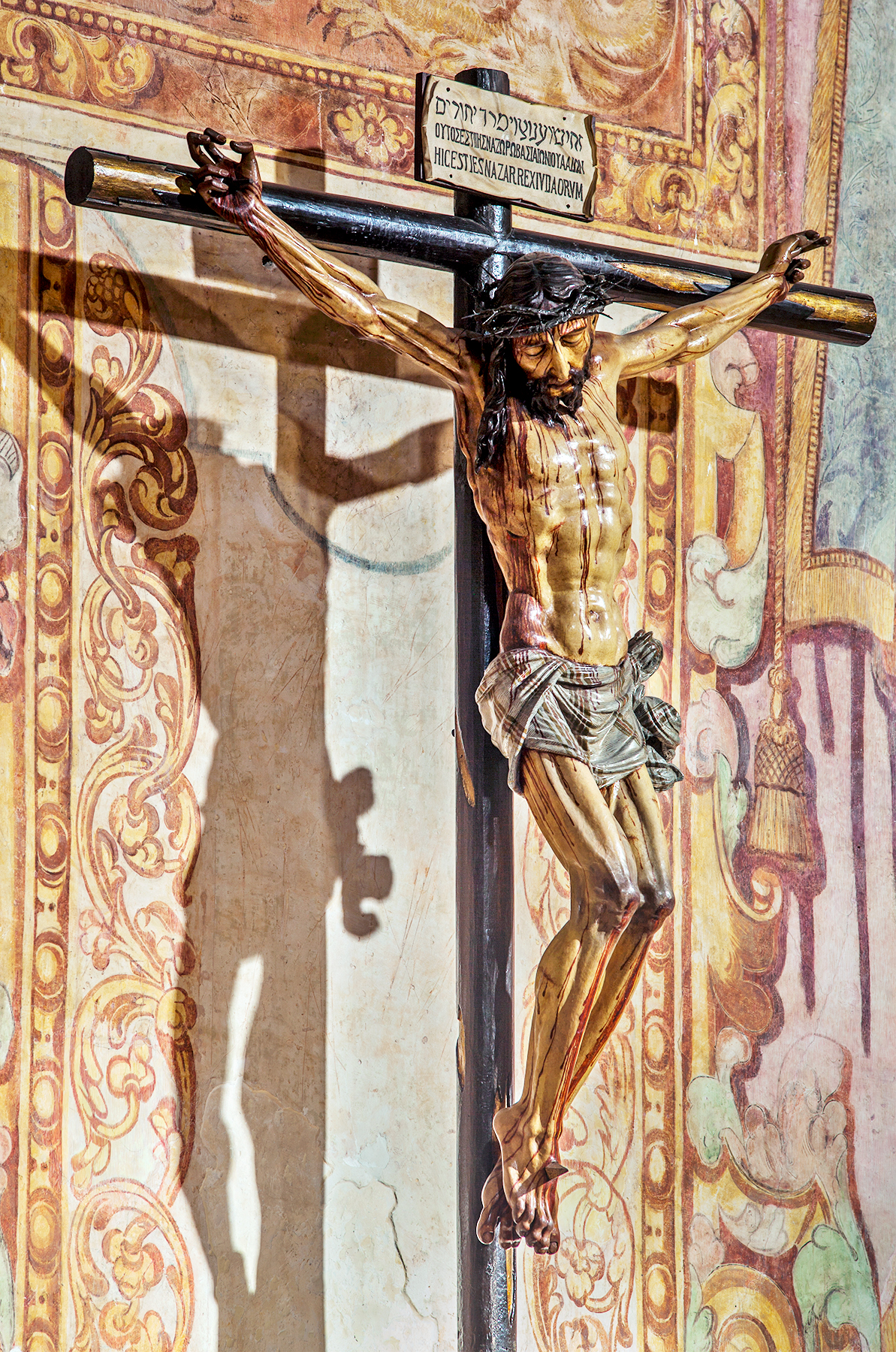
Cristo de la Sangre en el Altar Mayor. Obra del del entorno de Roque Balduque

#### Crucero Gótico y Altar Mayor

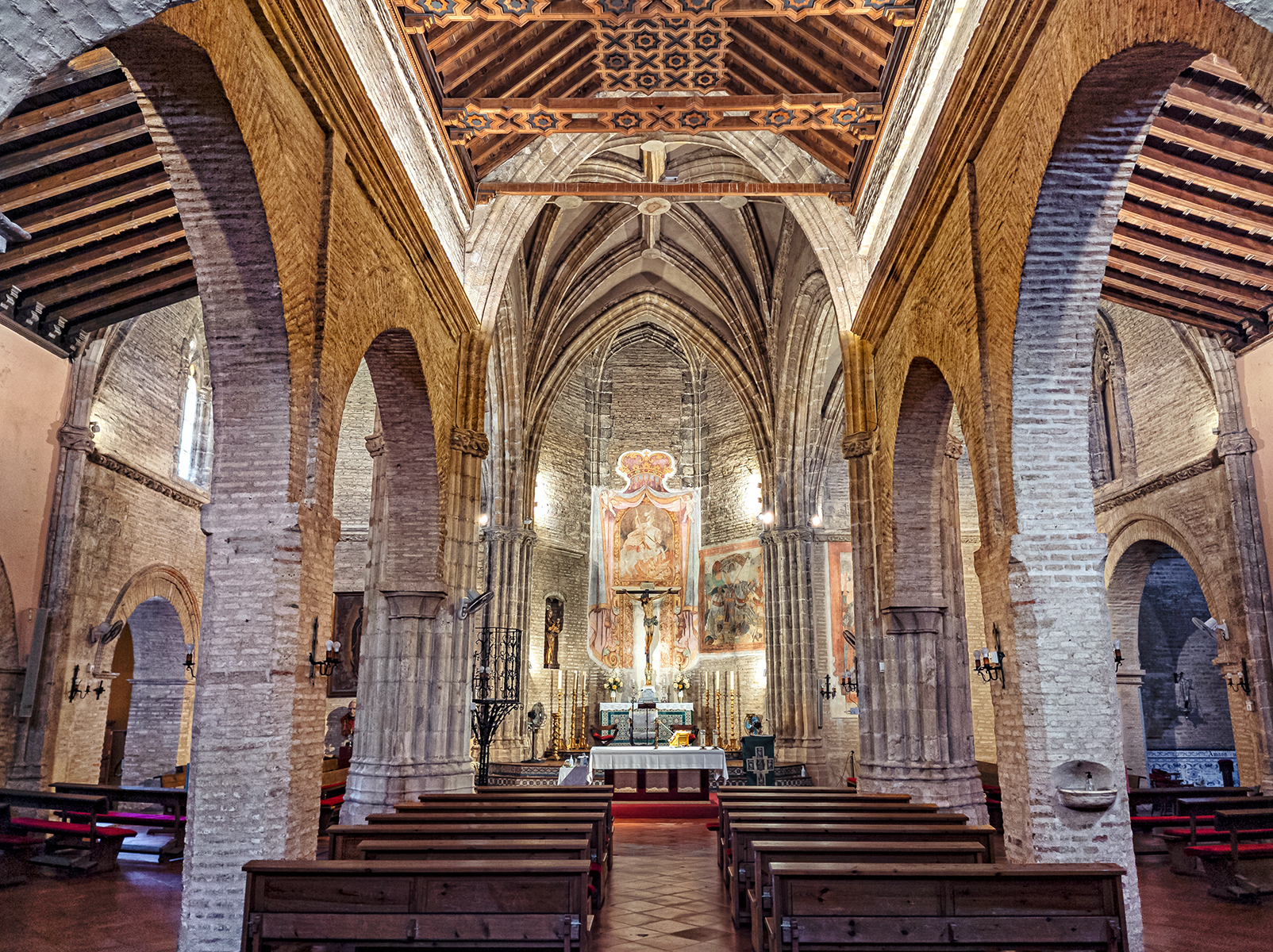
Nave central mudéjar, crucero y altar mayor gótico de la parroquia de San Jorge

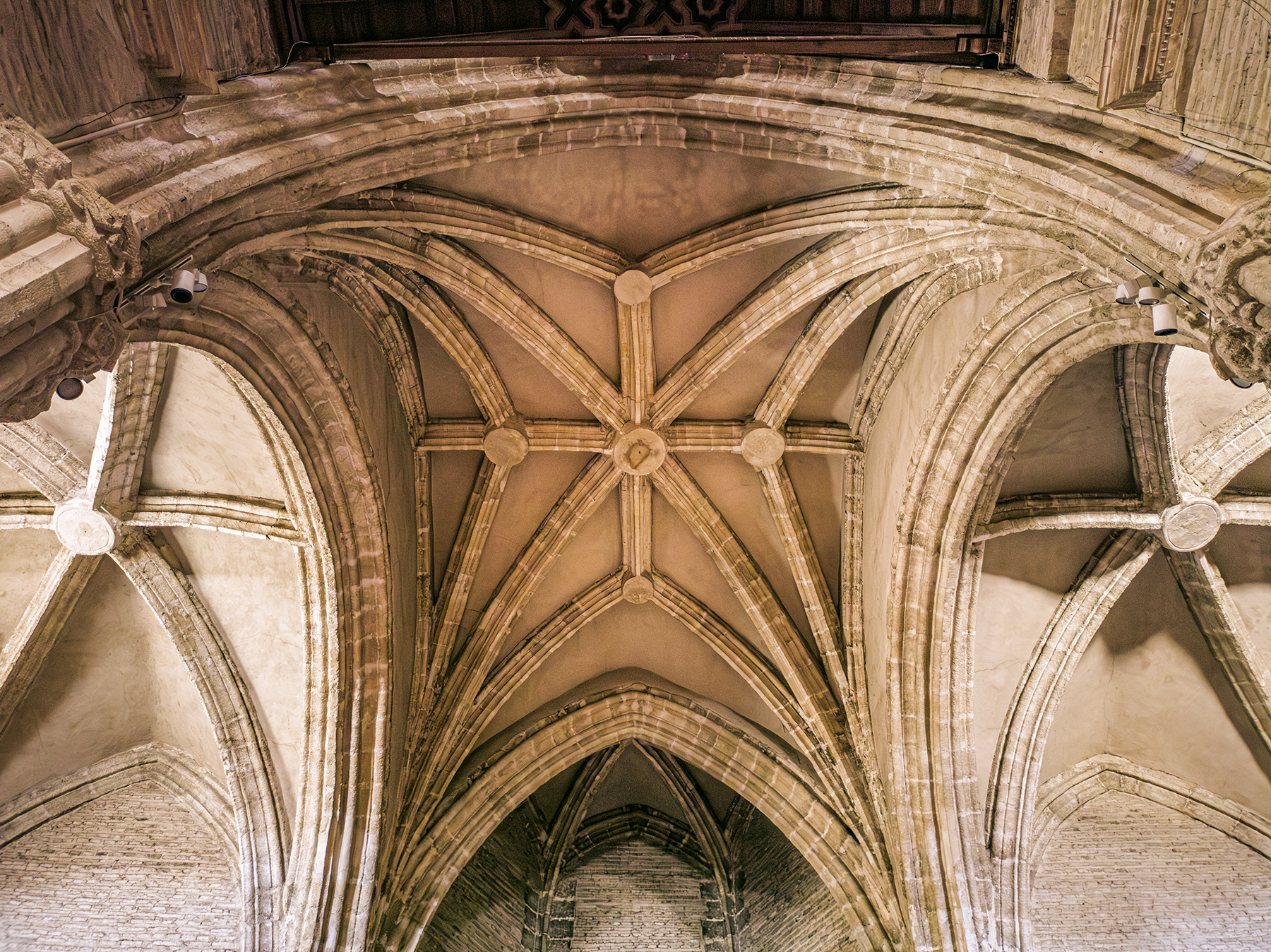
Vista parcial del crucero gótico del templo

A continuación, ya en la zona del crucero se encuentra un púlpito de rejería, destacada muestra de los maestros artesanos locales de la decimoséptima centuria. De finales del XVIII, o comienzos del XIX, es la pintura mexicana de la Virgen de Guadalupe, que preside la nave lateral del Evangelio. La imagen de la Virgen María aparece su indumentaria concepcionista y rodeada por una vistosa orla con varias cartelas de rocalla donde se aprecian diferentes momentos de la vida del indio Juan Diego a quien, según la tradición, se le apareció la Virgen.
La cabecera del templo es de planta muy sobria, con un ábside poligonal que abre a un crucero que se encuadra dentro de la estética del gótico de los Reyes Católicos; se cubre con bóvedas de crucería trazando los nervios una figura estrellada. En el Altar Mayor se encuentran unos frescos de la época de los reyes católicos: San Jorge en la parte alta central y en un lateral Santiago apóstol en la batalla de Clavijo. Del mismo estilo y época es el que se encuentra en la pared de la nave de la epístola, dedicado a la Coronación de la Virgen por ángeles, descubierta en la restauración de 1973 al retirarse el retablo dedicado a San José que donaron los duques de Montpensier hacía 1856. Al haber estado empotrado encima el citado retablo, el mural se encontraba bastante fragmentado y fue restaurado, junto al de San Jorge y Santiago, en 2009. En la hornacina lateral de este Altar Mayor hay una imagen de Santa Ana con la Virgen niña a sus brazos realizada por Hernando de Uceda en 1561 que, antes de la restauración de 1973 formaba parte del primitivo retablo mayor, donde recibió culto como Virgen del Rosario, hasta que fue restaurada y descubierta su verdadera advocación. Preside este altar mayor el Cristo de la Sangre, antiguamente denominado «de la Vera Cruz», se considera que el autor es del círculo de Roque Balduque tallado a mediados del siglo XVI. No se sabe exactamente en qué fecha llegó a la parroquia, pero hay constancia del mismo en los documentos de inventario más antiguos del archivo parroquial. Según consta en la documentación del archivo diocesano de Huelva, en 1775 se estableció una hermandad de la Vera Cruz en esta parroquia con este crucificado como titular. Se trata de un crucificado ya fallecido, de destacado realismo y fuerte expresión dramática.

#### Capilla Sacramental
En la nave de la Epístola está la última de las capillas laterales. Esta es la capilla del Sagrario, o Sacramental. Aparte del tabernáculo del Santísimo, se encuentran dos imágenes que procesionan durante la Semana Santa en Palos de la Frontera; Nuestro Padre Jesús Nazareno, obra anónima de aproximadamente el siglo XVIII, aunque, según otros autores pudiera ser de finales del XIX o comienzos del XX y que fue donado a la parroquia en 1926 por el entonces párroco, José Díaz Gutiérrez. La otra imagen, de candelero para vestir, es Nuestra Señora de los Dolores, obra del artista sevillano José Rivera García del año 1939. Por una puerta lateral de esta capilla se accede al campanario a través de una escalera de caracol.

#### Capilla Bautismal y Coro
A la izquierda de la puerta de acceso principal, la puerta de América, se sitúa la capilla bautismal en la que se encuentra el simpecado de la Real e Ilustre Hermandad del Rocío de Palos de la Frontera, con algunas de sus insignias y enseres. En los muros interiores, a izquierda y derecha, se encuentran una lápida y un azulejo recordando las efemérides del IV y el V Centenario del Descubrimiento de América. Sobre el muro del baptisterio se exponen dos cuadros del siglo XVIII. El primero representa a San Francisco de Paula y otro de San Francisco de Asís en actitud orante ante un crucifijo. Al parecer ambas telas fueron donadas, en 1922, por José Esquina. Al fondo de la nave central, sobre el arco que accede al coro, en alto, se exponen otros tres cuadros que, quizás, completen la donación realizada por el citado José Esquina. El primero representa a San Ignacio de Loyola, fundador de la Compañía de Jesús, con un libro abierto, alusivo a los Ejercicios espirituales que escribió, donde se lee: “AD MAIOREM DEI GLORIAN”. El segundo, también del siglo XVIII, escenifica el encuentro de Cristo con la santa Verónica en la calle de la Amargura. El tercero, asimismo de la misma época que los anteriores, reproduce a San Jerónimo, arrodillado y semidesnudo, en el interior de una cueva.
En el interior del coro, que se encuentra presidido por el simpecado de la Hermandad Patronal de Nuestra Señora de los Milagros, se conservan dos pinturas. Una es el Bautismo de Cristo, óleo sobre lienzo, es del siglo XVIII y se inspira en el cuadro de Murillo del mismo tema que se encuentra en el retablo de la capilla bautismal de la catedral de Sevilla. La otra pintura sobre papel es obra del siglo XIX. En ella se muestra a la Virgen de los Milagros vestida, tal como se hacía antiguamente, al gusto barroco. Está orlada por las banderas americanas y a sus plantas aparecen las tres carabelas. Después de los daños sufridos por la imagen original, durante los sucesos de la Guerra civil española, este cuadro fue usado para los cultos en honor de la Patrona, ya que los frailes de la Orden Franciscana de la Rábida se negaron, por miedo a nuevos destrozos, a dejar traer la imagen de la Virgen de los Milagros a Palos de la Frontera, hasta mediados de los años 1950. Procede del convento rabideño.